# Glyn Johns
Glyn Johns (Epsom (Surrey, Engeland), 15 februari 1942) is een geluidstechnicus en producer
Hij heeft gewerkt met bands en artiesten waaronder: The Beatles, Steve Miller Band, Led Zeppelin, The Rolling Stones, The Who, Family, Eagles, Eric Clapton, The Clash, Midnight Oil en de Blue Öyster Cult, en ook met Linda Ronstadt, Emmylou Harris, New Model Army en Belly. 
Na een niet erg succesvolle carrière als zanger in de jaren zestig met de band The Presidents begon Johns te werken als geluidstechnicus in de IBC Studios in Portland Place, Londen. In 1969 werd Johns gevraagd om de Get Back-sessies van The Beatles te redden. Johns stelde verschillende versies van het album samen, die alle werden afgewezen door de band, waarna Phil Spector het project op zich nam. Spector voltooide het album, dat de titel Let It Be kreeg. 
Johns' werk voor de eerste drie albums van de country-rockband Eagles was van fundamenteel belang voor het ontwikkelen en vestigen van de sound en stijl van de groep.
Glyn Johns is de vader van Ethan Johns en de oudere broer van Andy Johns, die beiden ook producer werden. 

## Boek
In december 2014 verscheen de autobiografie Sound Man van Johns met anekdotes over de platen die hij gemaakt heeft en de concerten die hij heeft vastgelegd met de Rolling Stones, The Who, Led Zeppelin, de Eagles, Eric Clapton en The Faces.

## Trivia
Glyn Johns mixte een 5.1 SACD version van het klassieke album "Slowhand" van Eric Clapton in de Sphere Studios.